# Wallace Downey
Wallace Downey (Staten Island, 14 de maio de 1902 — Nova Iorque, 13 de março de 1967) foi um cineasta e produtor cinematográfico estadunidense.

## Biografia

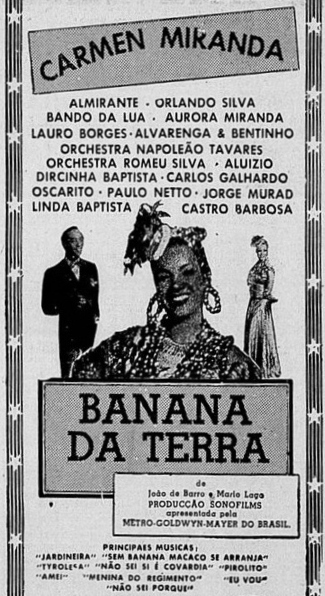
Cartaz do filme Banana da Terra, produzido pela Sonofilms.

Chegou ao Brasil em 1928, enviado pela Columbia Records, para instalar a filial brasileira da companhia. Rapidamente percebeu que o país era um mercado em potencial para discos e filmes.
Em 1931, produziu e dirigiu Coisas Nossas, o primeiro filme sonoro brasileiro comercialmente bem sucedido.
Depois, fundou sua própria produtora, a Waldow S.A., que em parceria com a produtora Cinédia, se dedicou a produzir filmes musicais.
Por volta de 1938, dissolveu a Waldow S.A., usando seus recursos para fundar a produtora Sonofilms.

## Filmografia selecionada

### Diretor
- Coisas Nossas (1931)
- Alô, Alô Brasil (1935)
- Estudantes (1935)￼￼
- Abacaxi Azul (1944)

### Produtor
- Coisas Nossas (1931)
- Alô, Alô, Brasil (1935)
- Estudantes (1935)
- Alô, Alô Carnaval (1936)
- Banana da Terra (1939)